# Cefarm Szczecin
Przedsiębiorstwo Zaopatrzenia Farmaceutycznego Cefarm Szczecin S.A. – podstawową działalnością firmy jest sprzedaż hurtowa i detaliczna wyrobów farmaceutycznych, medycznych, higienicznych i kosmetycznych. Przedmiotem sprzedaży są leki gotowe (w tym leki psychotropowe i narkotyki), środki homeopatyczne, parafarmaceutyki, zioła i preparaty ziołowe, materiały higieniczne i opatrunkowe, kosmetyki, substancje i materiały recepturowe, środki dezynfekujące, sprzęt medyczny, artykuły pomocnicze - komputerowe oraz leki nie zarejestrowane w Polsce, realizowane w trybie importu docelowego.
PZF Cefarm Szczecin S.A. posiada 32 apteki na terenie województwa zachodniopomorskiego: 11 w Szczecinie, 3 w Koszalinie, 3 w Stargardzie, 2 w Świnoujściu oraz po jednej w Gryfinie, Kamieniu Pom., Nowogardzie, Lipianach, Trzcińsku-Zdroju, Łobzie, Gryficach, Trzebiatowie, Policach, Drawsku Pom., Złocieńcu, Gościnie i Goleniowie.

## Historia
Firma powstała w 1945 roku w Szczecinie, 1998-1999 rok to prywatyzacja Cefarmu z udziałem inwestora strategicznego (o PZF "Cefarm-Szczecin" S.A. ubiegają się główny akcjonariusz Farmacol S.A. oraz główny akcjonariusz Medicines S.A.)
1 marca 1999 roku - koniec okresu prywatyzacji. Przejęcie w odpłatne użytkowanie PZF "Cefarm" w Szczecinie przez PZF "Cefarm-Szczecin" S.A. W wyniku przekształceń własnościowych przedsiębiorstwo zmienia nazwę, która funkcjonuje do dzisiaj, na PZF "Cefarm-Szczecin" S.A.